# Bazzania flaccida
Bazzania flaccida (Entblößtes Peitschenmoos) ist eine Lebermoos-Art aus der Familie Lepidoziaceae und gehört zur Gruppe der beblätterten Lebermoose.

## Merkmale
Die in hell- bis dunkelgrünem Rasen oder einzeln wachsenden kleinen bis mittelgroßen Pflanzen sind reich verzweigt, abgeflacht, selten konvex, 0,5 bis 1 Millimeter breit und bis 6 Zentimeter lang. Die sich einander nicht oder nur wenig deckenden, zungenförmigen Flankenblätter sind bis zu doppelt so lang wie breit und haben an der nur schwach nach unten gebogenen und schräg abgestutzten Blattspitze meist zwei verschieden große Zähne. Der vordere basale Blattrand ist etwas bogig erweitert und reicht gewöhnlich kaum über die Stämmchenmitte. Die Blätter können besonders an älteren Stämmchenteilen leicht abfallen. Unterblätter sind etwas breiter als das Stämmchen und ganzrandig bis gekerbt. Wie auch bei anderen Bazzania-Arten entspringen der Stämmchenunterseite peitschenförmige Flagellen. Die Laminazellen sind in der Blattmitte etwa 20 bis 25 µm groß und haben meist stärkere Eckverdickungen und Zellwände. Pro Zelle sind 3 bis 4 Ölkörper vorhanden. Die Art ist nur steril bekannt.

## Verwechslungsmöglichkeit
Bazzania flaccida kann mit der ähnlichen Bazzania tricrenata verwechselt werden. Beide Arten wurden bis zum vergangenen Jahrhundert nicht unterschieden und die Abgrenzung ist manchmal schwierig, da sich beide Arten in den Merkmalen mehr oder weniger angleichen können. Bazzania flaccida ist gewöhnlich kleiner und hat schmalere, teilweise leicht abfallende Blätter.

## Standortansprüche und Verbreitung
Bazzania flaccida wächst auf feuchtem bis mäßig trockenem, kalkfreiem Gestein, auf Humus oder seltener auf Baumrinde und morschem Holz.
Die Art kommt in Europa und im westlichen Asien vor. Auf den Britischen Inseln und in Nordeuropa fehlt sie. Die Vorkommen befinden sich in den Mittelgebirgen und den unteren bis mittleren Lagen der Hochgebirge. In den Alpen steigt sie bis in eine Höhe von 2300 Metern.